# Nieuwe Merwede
De Nieuwe Merwede is een kanaal (gekanaliseerde rivier) in Nederland dat aan de zuidoostzijde langs het Eiland van Dordrecht loopt. Het vormt de grens tussen Zuid-Holland en Noord-Brabant en fungeert als de belangrijkste benedenloop van de Waal. De Nieuwe Merwede doorsnijdt over vrijwel zijn gehele lengte het Nationaal Park De Biesbosch en vormt een belangrijk onderdeel in de vaarroute tussen Antwerpen en Duitsland. De kunstmatige rivier kent geen bruggen of tunnels, en slechts één veerpont (Kop van 't Land-Werkendam) voor alle verkeer.

## Loop
Bij Slot Loevestein komen de Waal en de Maas samen om de Merwede te vormen, hier Boven-Merwede genoemd. Deze verliest bij Werkendam een groot deel van zijn water aan de Nieuwe Merwede, die in zuidwestelijke richting stroomt. De rest van het water stroomt als Beneden Merwede naar het westen, richting Dordrecht. De Nieuwe Merwede heeft een lengte van circa 21 kilometer en gaat bij de monding van de Amer over in het Hollands Diep. De Nieuwe Merwede is een getijdenrivier en is circa 300 tot 700 meter breed. Het punt waarop de Merwede zich in tweeën splitst is belangrijk bij de verdeling van het Rijnwater in Nederland. Evenals bij de stroomopwaarts gelegen Pannerdense Kop, wordt het rivierwater met een verhouding 3:1 verdeeld. De lokale bevolking noemt deze splitsing het Kraaiennest, maar de officiële en historische benaming luidt de Kop van de Oude Wiel.
Het vaarwater wordt gebruikt door binnenvaartschepen tot en met CEMT-klasse VIc en pleziervaart.

## Historie
Eeuwen geleden bestond al een rivier die Nieuwe Merwede werd genoemd. Deze naam werd gegeven aan het oostelijke deel van de huidige Oude Maas, nadat dit gedeelte in de 12de eeuw was ontstaan als doorbraakgeul van de Merwede. Later is deze naam voor dit riviergedeelte in vergetelheid geraakt.
De huidige Nieuwe Merwede is uitgegraven tussen 1861 en 1874, om veel water van de Boven-Merwede (Waal) sneller af te kunnen voeren (aangezien de Beneden-Merwede hiervoor veel te smal en ondiep was). Vóór de aanleg van de Nieuwe-Merwede werd het water afgevoerd via een fijnmazig netwerk van rivierarmen, kreken en killen (de Biesbosch), die bij hoge waterstanden en/of bij de vorming van rivierijs (ijsdammen) konden verstoppen en elders dijkdoorbraken en overstromingen tot gevolg konden hebben.
Bij het graven van de Nieuwe Merwede zijn een aantal brede killen verbreed en uitgediept, en door hoge dijken omgeven. Het gaat om de Grote Hel/Westkil, het Gat van de Puttesteek, het Gat van de Vogelaar en het Gat van Kielen. Alle overige kreken die verbonden waren met de Nieuwe Merwede zijn bovenstrooms afgedamd. Slechts drie van deze kreken, het Steurgat, het Gat van den Hardenhoek en het Wantij, hebben een scheepvaartverbinding met de Nieuwe Merwede behouden en kunnen met een schutsluis bereikt worden (namelijk: de Biesboschsluis, de Spieringsluis en de Ottersluis). Twee kreken zijn door strekdammen benedenstrooms afgedamd. Het gaat hierbij om een strekdam van de Deeneplaat naar de Anna Jacominaplaat, waarbij het Gat van de Visschen werd afgedamd, en de zogenaamde Dam van Engeland, waarbij het Gat van Kielen werd afgedamd.

## Externe link

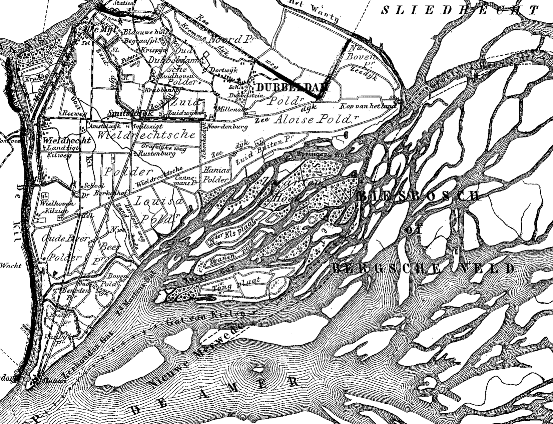
Biesboschkaart uit 1868, waarin het toekomstige tracé van de Nieuwe Merwede is aangegeven door middel van een stippellijn.

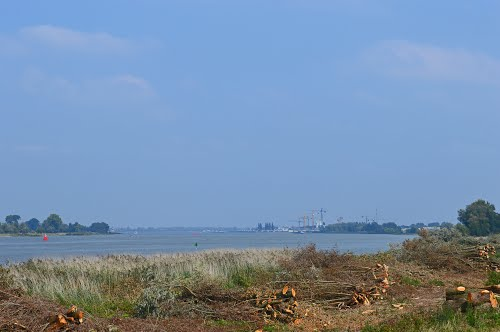
Nieuwe Merwede, met de havens van Werkendam op de achtergrond. De kijkrichting is stroomopwaarts (dus richting de Boven-Merwede).